# Astragalus adsurgens
Astragalus adsurgens är en ärtväxtart som beskrevs av Pall.. Astragalus adsurgens ingår i släktet vedlar, och familjen ärtväxter.

## Underarter
Arten delas in i följande underarter:
- A. a. robustior
- A. a. tananaicus

## Bildgalleri

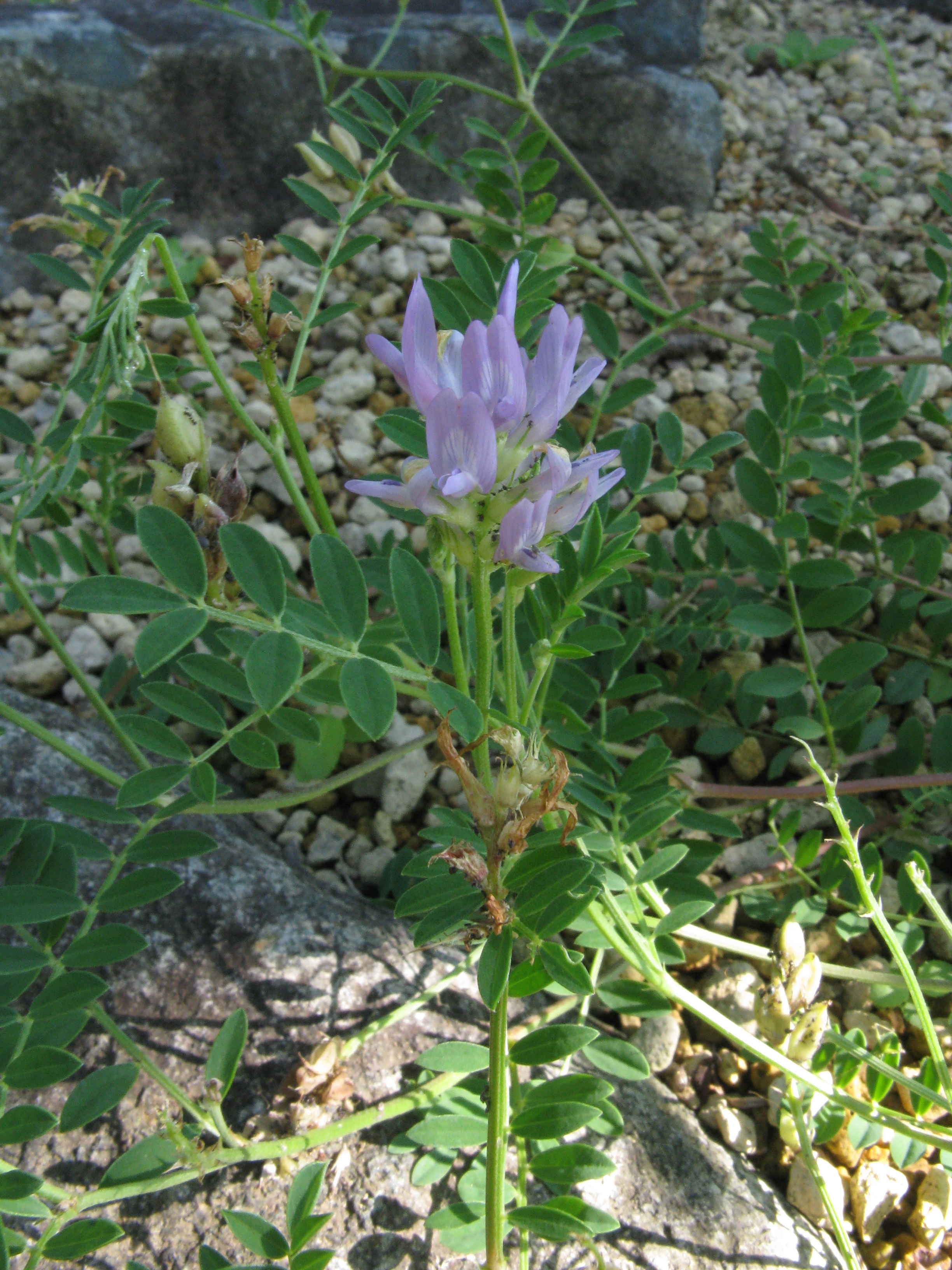
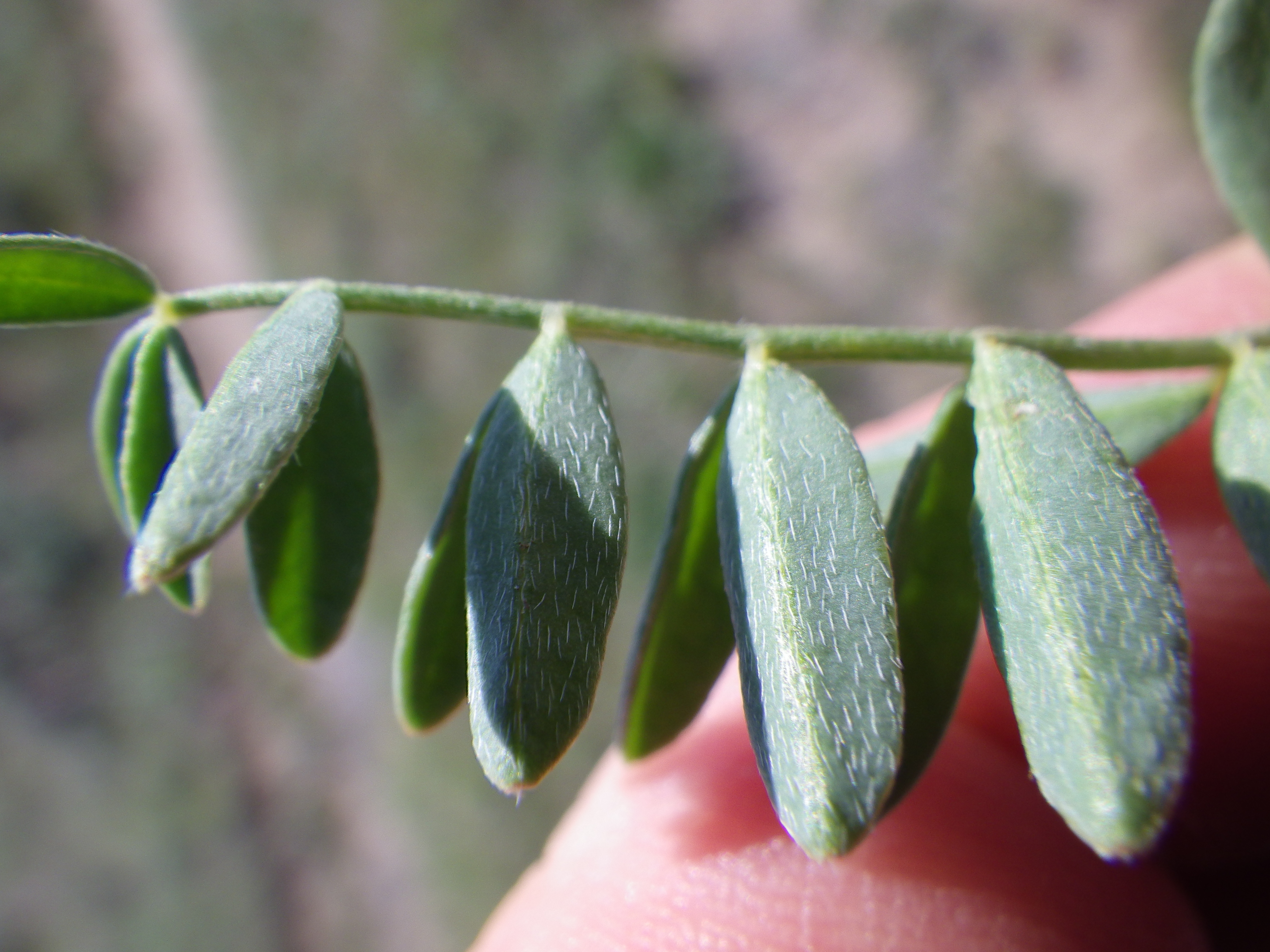
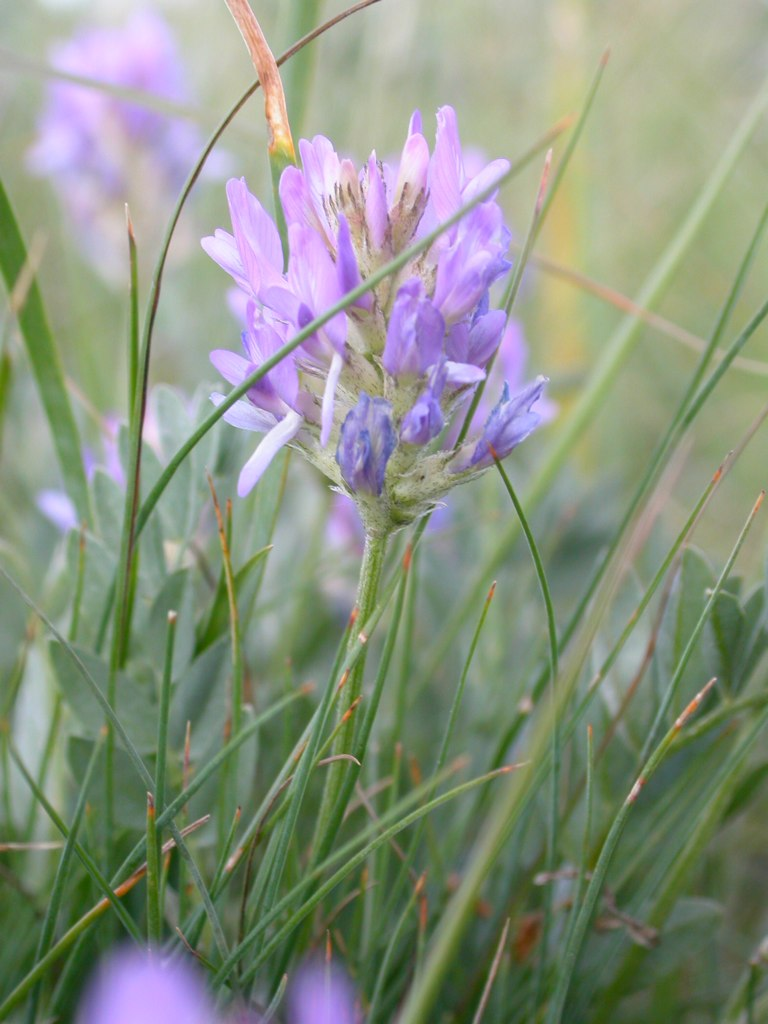
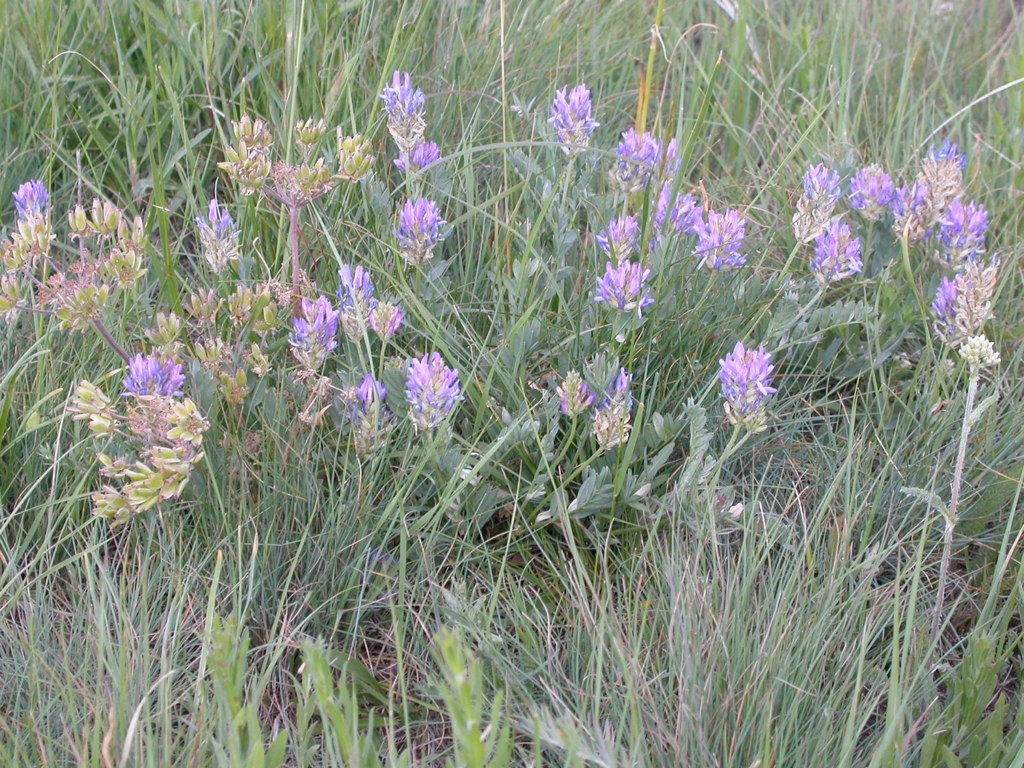